# Hanoi
Hanoi, wiet. Hà Nộiⓘ – stolica i drugie co do wielkości (po Ho Chi Minh) miasto Wietnamu, usytuowane w Delcie Rzeki Czerwonej, w Tonkinie. Ma status miasta wydzielonego. Według spisu z 2019 roku liczy blisko 4 miliony mieszkańców.

## Historia

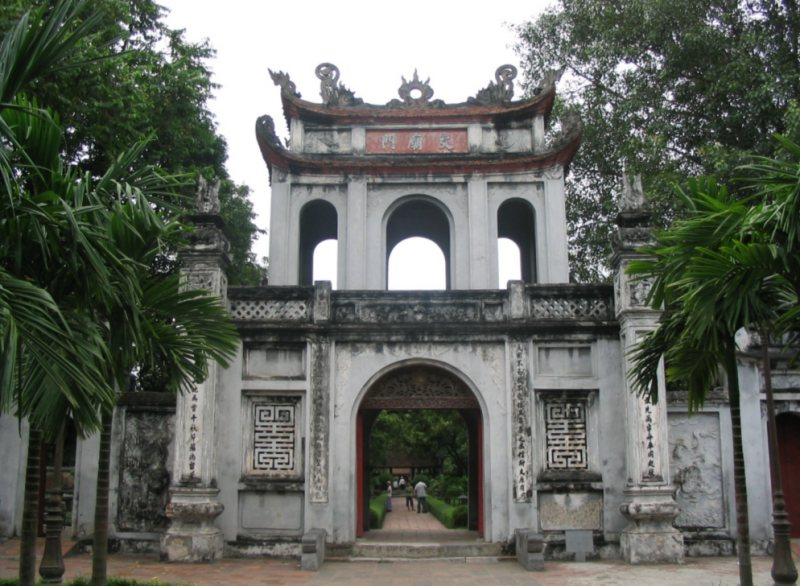
Świątynia Literatury

Początki miasta wiąże się z cytadelą Cổ Loa powstałą około 200 p.n.e. W ciągu swojego istnienia nosiło wiele nazw: Tống Bình, Long Đỗ, Đại La, Thăng Long, Đông Quan, Đông Kinh. Najdłużej bo do końca XIX w. (chociaż z przerwami) funkcjonowała nazwa Thăng Long.
W 1010 cesarz Lý Thái Tổ, założyciel dynastii Lý, przeniósł stolicę państwa do Đại La (obecne Hanoi) i nazwał ją poetycko Thăng Long (pol. Wzlatujący Smok). Miasto było stolicą do 1802, gdy Gia Long, ogłaszając się cesarzem, ustanowił swoją siedzibę w rodowym Huế. Do Hanoi stolica wróciła wraz z proklamowaniem Demokratycznej Republiki Wietnamu 2 września 1945.

## Kultura

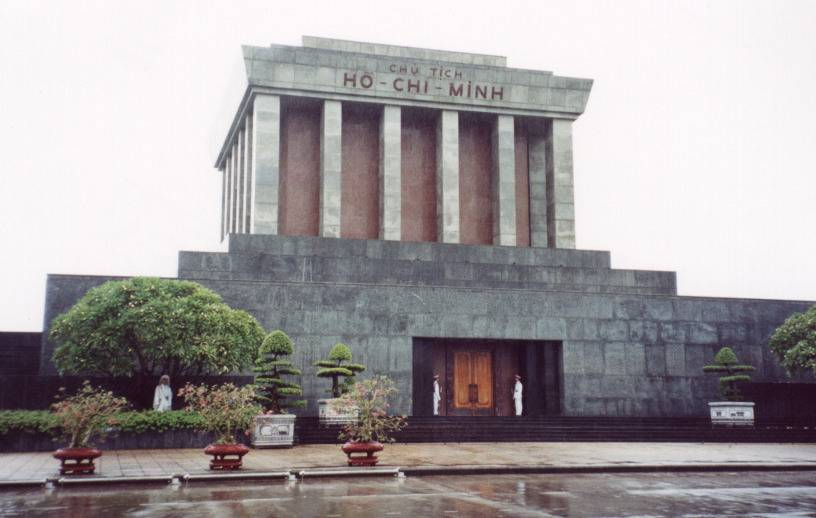
Mauzoleum Hồ Chí Minha

Mimo wielokrotnych zniszczeń w Hanoi wciąż istnieje wiele zabytków starej architektury, szczególnie na Starym Mieście (dzielnica Hoàn Kiếm). Jest tu wciąż praktykowanych wiele tradycyjnych rzemiosł, jak formowanie brązu, produkcja wyrobów z laki, grawerstwo, czy haft. Miasto jest siedzibą rzymskokatolickiej archidiecezji hanojskiej.

## Gospodarka

### Przemysł
- lekki (tekstylny)
- elektromaszynowy
- chemiczny (produkcja kauczuku)
- spożywczy
- mineralny

### Transport
W mieście znajduje się stacja kolejowa Hanoi i port lotniczy Nôi Bài.

### Turystyka

#### Zabytki oraz interesujące miejsca
- Pagoda na Jednej Kolumnie (zbudowana w 1042)
- Świątynia Literatury (zbudowana w 1070)
- Cytadela Cesarska w Hanoi
- Pagoda Tây Phương
- Mauzoleum Hồ Chí Minha
- Teatr Kukielek Thăng Long

## Klimat
| Miesiąc                                                            | Sty  | Lut  | Mar  | Kwi  | Maj  | Cze  | Lip  | Sie  | Wrz  | Paź  | Lis  | Gru  | Roczna |
| ------------------------------------------------------------------ | ---- | ---- | ---- | ---- | ---- | ---- | ---- | ---- | ---- | ---- | ---- | ---- | ------ |
| Średnie dobowe temperatury [°C]                                    | 16.5 | 17.4 | 20.1 | 23.7 | 26.8 | 28.8 | 29.1 | 28.4 | 27   | 24.5 | 21.2 | 18   | 23,5   |
| Średnie temperatury w nocy [°C]                                    | 14.4 | 15.5 | 18.2 | 21.6 | 24   | 25.8 | 26.2 | 25.8 | 24.4 | 21.7 | 18.4 | 15.2 | 20     |
| Opady [mm]                                                         | 18   | 19   | 34   | 105  | 165  | 266  | 253  | 274  | 243  | 156  | 59   | 20   | 1612   |
| Średnia liczba dni deszczowych                                     | 10   | 12   | 15   | 14   | 14   | 14   | 15   | 15   | 13   | 11   | 8    | 6    | 150    |
| Średnie usłonecznienie [h]                                         | 71   | 48   | 57   | 93   | 178  | 171  | 195  | 178  | 178  | 159  | 141  | 124  | 1593   |
| Źródło: Vietnam Institute for Building Science and Technology 2019 |      |      |      |      |      |      |      |      |      |      |      |      |        |

## Miasta partnerskie
- Hongkong, Chiny
- Ankara, Turcja
- Warszawa, Polska
- Tuluza, Francja
- Bangkok, Tajlandia
- Prefektura Fukuoka, Japonia
- Moskwa, Rosja
- Pekin, Chiny
- Manila, Filipiny
- Seul, Korea Południowa
- Astana, Kazachstan[3]